# 岑永康
岑永康（1974年6月28日—），台灣新聞主播、記者、主持人、製作人，畢業於南伊利諾大學廣電研究所。現為寰宇全視界、設計家TV、食安密碼等節目主持人。入圍第51屆金鐘獎最佳教育文化節目主持人。
據台灣壹週刊報導，岑永康被爆料從19歲就是個「空中飛人」，他具有中華民國國籍與馬來西亞僑民身分，為了逃避兵役問題，從滿19歲的1月1日每4個月就要出國一次「保持資格」，直到滿36歲那年的12月31日才結束。

## 學歷
- 銘傳大學大眾傳播學系
- 美國南伊利諾大學廣電研究所碩士 (M.A. SIUC)

## 經歷
- TVBS新聞台記者、主播、主持人
- 壹電視新聞台主播、主持人、製作人、編播中心主播組主任

## 曾擔任播報節目

### 電視節目
| 時間                          | 頻道         | 節目                         | 備註                   |
|                               | TVBS-NEWS    | 《早上7點整點新聞》          | 主播（與張珮珊搭檔）   |
| 2008年7月15日—2010年3月10日   | TVBS-NEWS    | 《整點新聞》、《新聞夜視界》 | 主播                   |
| 2008年12月20日—2008年12月27日 | TVBS-NEWS    | 《單車進行曲》               | 主持人（與張珮珊搭檔） |
| 2010年7月30日─2012年2月19日   | 壹電視新聞台 | 《晚間新聞》                 | 主播                   |
| 2010年12月28日─待查           | 壹電視綜合台 | 《一天壹蘋果》               | 主持人（與于美人搭檔） |
| 2011年1月1日─待查             | 壹電視綜合台 | 《大刑動》                   | 主持人                 |
| 2012年2月20日—2012年4月底     | 壹電視新聞台 | 《就是要問》                 | 主持人（與李晶玉搭檔） |
| 2012年4月30日—2013年5月10日   | 壹電視新聞台 | 《永康頭殼秀》               | 主持人                 |
| 2014年7月至今                 |              | 《設計家TV》                 | 主持人                 |
| 2014年9月                     | 鳳凰衛視     | 《台灣名嘴匯》               | 主持人                 |
| 2015年3月21日—2021年9月22日   | 寰宇新聞台   | 《寰宇全視界》               | 主持人                 |
| 2018年5月3日—至今             | TVBS歡樂台   | 《軍師前傳》                 | 主持人                 |
| 2018年月9日—至今              | WIN TV綜合台 | 《食安密碼》                 | 主持人                 |
| 2021年月9月—至今              | Yahoo TV     | 《法官好正》                 | 主持人（與楊千霈搭檔） |

### 廣播節目
| 時間                       | 頻道     | 節目               | 備註       |
|                            | 飛碟電台 | 《好男好女過日子》 | 代班主持人 |
| 2019年6月26-2019年6月28日  | 飛碟電台 | 《生活同樂會》     | 代班主持人 |
| 2020年2月3日-2020年2月4日  | 飛碟電台 | 《生活同樂會》     | 代班主持人 |
| 2020年4月6日               | 飛碟電台 | 《生活同樂會》     | 代班主持人 |
| 2021年3月15日              | 飛碟電台 | 《生活同樂會》     | 代班主持人 |
| 2021年3月22日              | 飛碟電台 | 《生活同樂會》     | 代班主持人 |
| 2021年3月30日              | 飛碟電台 | 《生活同樂會》     | 代班主持人 |
| 2022年5月9日-2022年5月10日 | 飛碟電台 | 《生活同樂會》     | 代班主持人 |
| 2023年3月8日               | 飛碟電台 | 《飛碟早餐》       | 代班主持人 |
| 2024年1月29日              | 飛碟電台 | 《生活同樂會》     | 代班主持人 |
| 2024年4月1日               | 飛碟電台 | 《生活同樂會》     | 代班主持人 |

### 金鐘獎星光大道
| 時間   | 頻道       | 節目                     | 備註                   |
| 2015年 | 中視       | 《第50屆金鐘獎星光大道》 | 主持人（與張珮珊搭檔） |
| 2017年 | 三立都會台 | 《第52屆金鐘獎星光大道》 | 主持人（與LULU搭檔）   |

## 演出作品

### 電視劇
- 2021年　華視、愛奇藝國際版、八大戲劇台《無神之地不下雨》飾新聞記者
- 2023年 GOOD TV《幸福宅一起》飾演 老朱

## 出版作品

### 著作
| 出版日期       | 書籍名稱                                                          | 作者姓名       | 出版單位       | ISBN               |
| -------------- | ----------------------------------------------------------------- | -------------- | -------------- | ------------------ |
| 2010年8月15日  | 《快樂工作出頭天》                                                | 岑永康、張珮珊 | 商周出版       | ISBN 9789861202389 |
| 2010年4月1日   | 《走，全家去紐西蘭上學！：岑永康、張珮珊的Long Stay親子成長筆記》 | 岑永康、張珮珊 | 時周文化       | ISBN 9789867586988 |
| 2008年12月5日  | 《聰明省錢過好日》                                                | 岑永康、張珮珊 | 商周出版       | ISBN 9789866571732 |
| 2012年12月7日  | 《岑永康、張珮珊幸福買屋筆記》                                    | 岑永康、張珮珊 | Smart智富      | ISBN 9789867283429 |
| 2013年3月15日  | 《岑永康×張珮珊幸福悄悄話》                                       | 岑永康、張珮珊 | 聲活工坊       | ISBN 9789868892620 |
| 2022年10月10日 | 《這不是教養書-孩子要長大、爸媽要長進》                           | 岑永康、張珮珊 | 台灣商務印書館 | ISBN 9789570534528 |

## 電視廣告
- 黑橋牌企業黑橋牌香腸
- 輝瑞立達賜康口嚼錠
- 必達定殺菌口腔噴液
- 亞爾浦有限公司亞爾浦氣泡水機
- DHC營養補充品年度代言
- 亞果遊艇集團年度代言人
- 大立美健康食品年度代言人

## 外部連結
- 岑永康的Facebook專頁
- 岑永康張珮珊窩幸福的Facebook專頁